# Perlesta adena
Perlesta adena és una espècie d'insecte plecòpter pertanyent a la família dels pèrlids que es troba a Nord-amèrica: Indiana, Kentucky, Ohio i Tennessee.